# Xanthorhoe disjunctaria
Xanthorhoe disjunctaria là một loài bướm đêm trong họ Geometridae.